# Altangerel Perle
Altangerel Perle (1º luglio 1945) è un paleontologo mongolo.

## Biografia
Ha studiato biologia all'istituto di Paleontologia dell'Università statale di Mosca dove ha conseguito il dottorato in Biologia nel 1991.
Successivamente ha lavorato alla National University of Mongolia, a Ulan Bator, fino al 2007. Nel corso della sua carriera ha descritto specie come Goyocephale lattimorei, Achillobator giganticus e Erlikosaurus andrewsi.

## Opere
Dinosauri trattati nelle sue opere:
- Achillobator giganticus (con Mark A. Norell e Jim Clark) (1999)
- Enigmosaurus mongoliensis (con Barsbold) (1983)
- Erlikosaurus andrewsi (1980) (così denominato dal demone Erlik, della mitologia mongola[2])
- Harpymimus okladnikovi (con Barsbold) (1984)[3]
- Mononykus olecranus (con Chiappe e Jim Clark) (1993)
- Segnosaurus galbinensis (1979)

Il paleontologo polacco Halszka Osmólska ha denominato la specie Hulsanpes perlei in suo onore.